# Thalassoalaimus septemtrionalis
Thalassoalaimus septemtrionalis är en rundmaskart som beskrevs av Nikolai Nikolaievich Filipjev 1927. Thalassoalaimus septemtrionalis ingår i släktet Thalassoalaimus och familjen Oxystominidae. Inga underarter finns listade i Catalogue of Life.